# نشت نفت خلیج پرودو

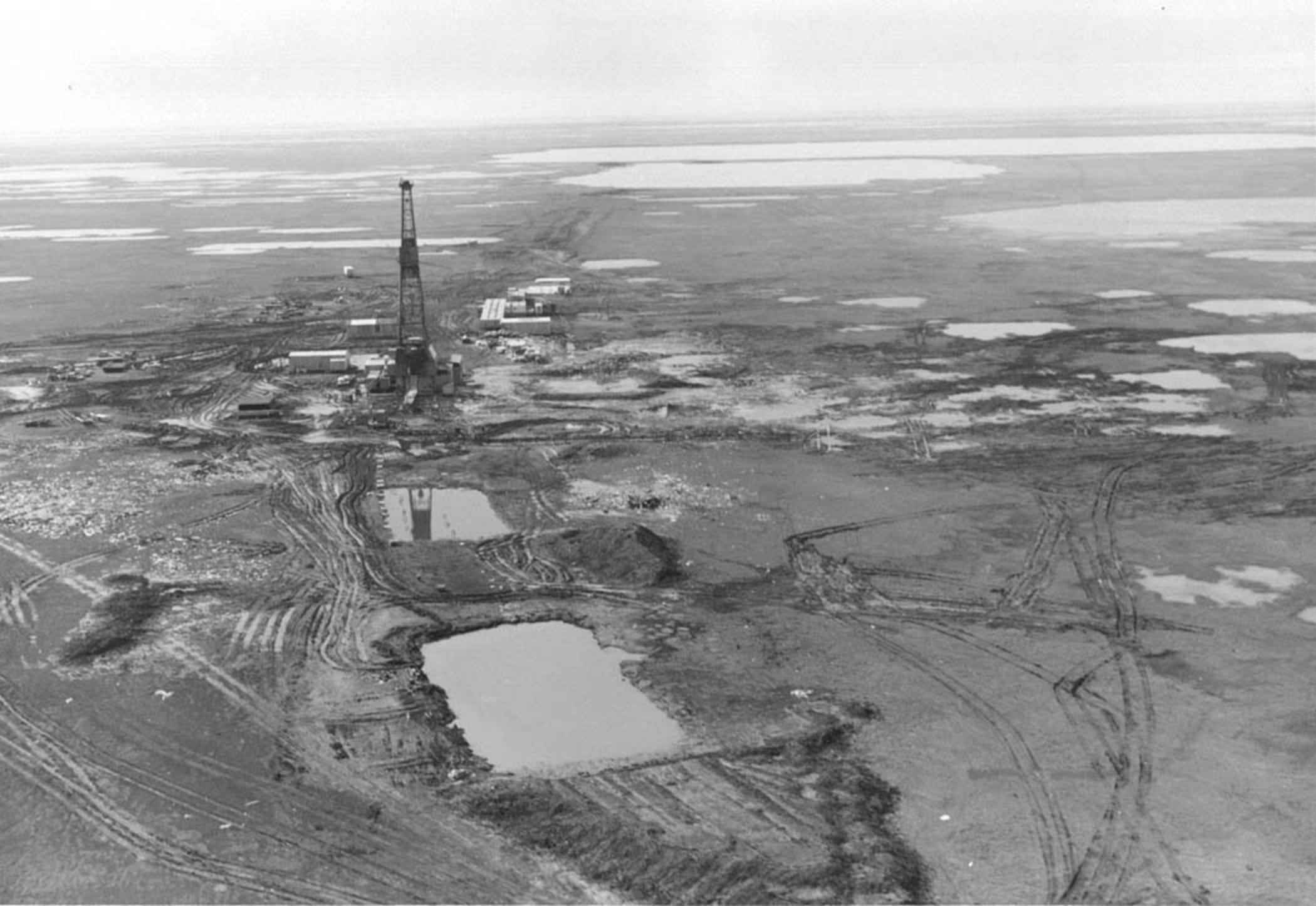
نمای هوایی از خلیج پرودو

نشت نفت خلیج پرودو (نشت نفت آلاسکا در سال ۲۰۰۶) یک نشت نفت بود که در ۲ مارس ۲۰۰۶ در خط لوله متعلق به شرکت بریتیش پترولیوم اکسپلوریشن، آلاسکا (BPXA) در غرب خلیج پرودو، آلاسکا کشف شد. برآوردهای اولیه از نشت پنج روزه نشان می‌داد که تا ۲۶۷٬۰۰۰ گالون آمریکایی (۶٬۴۰۰ بشکه) در زمینی ۱٫۹ جریب فرنگی (۷٬۷۰۰ متر مربع) ریخته شد. که آن را به بزرگ‌ترین نشت نفت در دامنه شمالی آلاسکا تا به امروز تبدیل می‌کند. فرماندهی متحد آلاسکا حجم نفت خام نشت شده را ۲۱۲٬۲۵۲ گالون آمریکایی (۵٬۰۵۳٫۶ بشکه) تصویب کرد. در مارس ۲۰۰۸. این نشت از یک ۰٫۲۵-اینچ (۰٫۶۴-سانتیمتر) سرچشمه گرفته است. سوراخی به قطر ۳۴-اینچ (۸۶-سانتیمتر) قطر خط لوله. این خط لوله از رده خارج و بعداً با یک ۲۰-اینچ (۵۱-سانتیمتر) جایگزین شد. خط لوله‌ای به قطر با گیج بازرسی خط لوله (پیگ) مخصوص به خود، محل‌های پرتاب و بازیابی برای بازرسی آسان‌تر.
در نوامبر ۲۰۰۷، شرکت BPXA به تخلیه سهل‌انگارانه نفت اعتراف کرد، که دادستان‌ها آن را نتیجه سهل‌انگاری آگاهانه بی‌پی در مورد خوردگی خطوط لوله دانستند، که طبق قانون فدرال آب پاک، تخلف محسوب می‌شود و به ۲۰ دلار آمریکا جریمه شد. میلیون. در ژوئیه ۲۰۱۱، BPXA مبلغ ۲۵ دلار پرداخت کرد. میلیون جریمه مدنی، که بزرگ‌ترین جریمه به ازای هر بشکه در آن زمان برای نشت نفت بود، را پذیرفت و موافقت کرد که اقداماتی را برای بهبود قابل توجه بازرسی و نگهداری زیرساخت خط لوله خود در شمال شیب انجام دهد تا خطر نشت نفت بیشتر را کاهش دهد. در نوامبر ۲۰۱۲، اعلام شد که ایالت آلاسکای آمریکا ۲۵۵ دلار جمع‌آوری خواهد کرد. میلیون دلار مربوط به نشت خط لوله شرکت بی‌پی و تعطیلی ناشی از آن در سال ۲۰۰۶. سهم بی‌پی ۶۶ دلار بود. میلیون دلار، زیرا قرار بود غرامت را پرداخت کند و سپس توسط شرکا، از جمله اکسون موبیل و کونوکوفیلیپس، بر اساس سهم متناسب مالکیت آنها، بازپرداخت شود.

## میدان نفتی خلیج پرودو

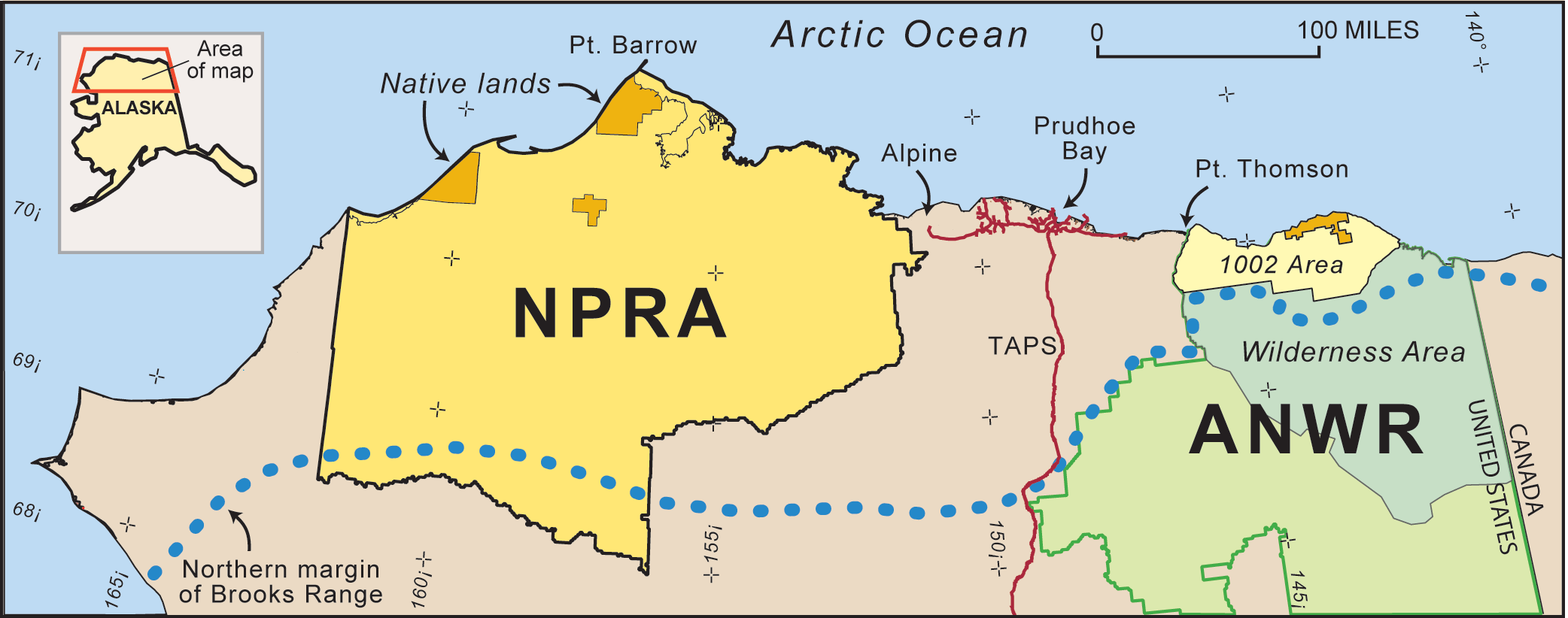
نقشه‌ای از شمال آلاسکا؛ خط چین مرز جنوبی شیب شمالی - رشته کوه بروکس - را نشان می‌دهد. ذخایر ملی نفت آلاسکا در غرب، پناهگاه ملی حیات وحش قطب شمال در شرق و خلیج پرودو بین آنها قرار دارد. خطوط قرمز، خطوط لوله هستند.

میدان نفتی خلیج پرودو در اسلوپ شمالی آلاسکا واقع شده و بین ذخیره‌گاه ملی نفت آلاسکا در غرب و پناهگاه ملی حیات وحش قطب شمال در شرق قرار دارد. این مکان خانه هزاران پرنده مهاجر، گوزن شمالی و موجودات دیگر است. این میدان متعلق به ایالت آلاسکا است و بزرگ‌ترین میدان نفتی در ایالات متحده است ۲۱۳٬۵۴۳ جریب فرنگی (۸۶٬۴۱۸ هکتار) پوشش می‌دهد. و در اصل حاوی تقریباً ۲۵ میلیارد بشکه (۴٫۰×۱۰۹ متر مکعب) نفت. این میدان توسط بی‌پی اداره می‌شود و شرکای آن اکسان‌موبیل و کونوکو فیلیپس هستند.
در این میدان، نفت از طریق خطوط لوله از حدود ۱۰۰۰ چاه به یک ایستگاه پمپاژ در ابتدای خط لوله ترانس آلاسکا منتقل می‌شود؛ «خطوط جریان» نفت را از چاه‌ها به مراکز فرآوری محلی منتقل می‌کنند که در آنجا نفت با حذف آب و گاز برای انتقال در مسافت‌های طولانی از طریق خط لوله آماده می‌شود؛ سپس «خطوط ترانزیت» نفت را به ایستگاه پمپاژ منتقل می‌کنند. : slides 4a-d حدود ۸ مایل خط انتقال در منطقه عملیاتی غربی وجود دارد که مرکز جمع‌آوری ۲ (در انتهای غربی خط) را به مرکز جمع‌آوری ۱ متصل می‌کند و سپس به ایستگاه پمپاژ، جایی که خط انتقال به پایان می‌رسد، می‌رسد. : slide 5 
خطوط انتقال نفت باید مرتباً تمیز و از نظر خوردگی بررسی شوند. مواد شیمیایی بازدارنده خوردگی به جریان اضافه می‌شوند تا از رشد باکتری‌هایی که باعث خوردگی میکروبیولوژیکی می‌شوند، جلوگیری شود. تمیز کردن منظم با استفاده از یک «پیگ» تعمیر و نگهداری انجام می‌شود، وسیله‌ای که از طریق خط لوله عبور می‌کند و دیوارهای داخلی را تراشیده و تمیز می‌کند. علاوه بر این، تعمیر و نگهداری شامل استفاده گاه به گاه از «پیگ هوشمند» نیز می‌شود، دستگاهی که حاوی ابزارهایی است که می‌توانند وضعیت خط لوله، از جمله تشخیص آسیب خوردگی را اندازه‌گیری و آزمایش کنند. تست اولتراسونیک و استفاده از «کوپن‌های خوردگی» نیز برای تشخیص خوردگی استفاده می‌شوند. آزمایش اولتراسونیک شامل استفاده از دستگاه اولتراسونیک برای اندازه‌گیری ضخامت دیواره خط لوله است - نازک شدن دیواره نشان دهنده وجود خوردگی است. کوپن خوردگی یک صفحه فلزی کوچک است که درون خط لوله قرار می‌گیرد و هر ۹۰ روز یکبار از نظر خوردگی بررسی می‌شود.

## هشدارها

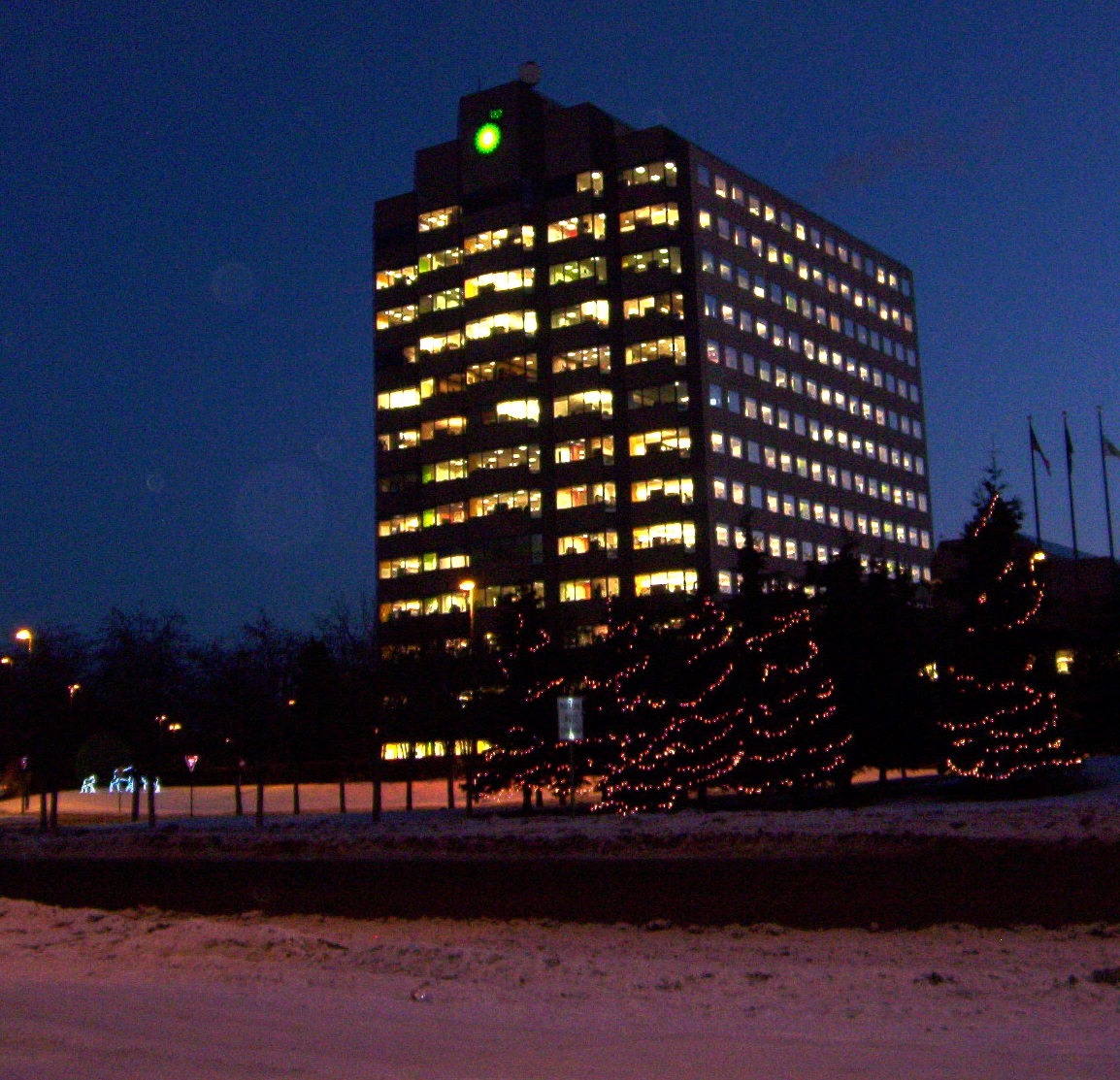
دفتر مرکزی بی‌پی آلاسکا در انکوریج

پرچم‌های قرمز و علائم هشدار دهنده در مورد خوردگی در چندین مورد، چه از درون و چه از بیرون سازمان، مطرح شده بود، اما نادیده گرفته شده بود. آزمایش‌های سال ۱۹۹۲ روی خط شرقی، وجود کلسیم را در خط نشان داده بود، اما هیچ کاری در مورد آن انجام نشد. یک گزارش شرکت در سال ۲۰۰۵ نشان داد که شرکت بی‌پی به جای نیازها، بودجه محدودی را برای مبارزه با خوردگی در نظر گرفته است.
کارمندان قبل از حادثه واقعی نگرانی‌های خود را مطرح کرده بودند که توسط مدیریت بی‌پی نادیده گرفته شد. مارک کوواچ، یکی از مقامات اتحادیه کارگران فولاد ایالات متحده که نماینده کارگران در تأسیسات بی‌پی است، در ایمیلی به وکیل شرکت در ژوئن ۲۰۰۴، مجموعه‌ای از شکایات قبلی خود را برای مدیریت ارسال کرد. یکی از این موارد، به تاریخ ۲۸ فوریه ۲۰۰۳، مربوط به «میزان کارکنان بخش نظارت بر خوردگی» بود. این خبر با این جمله شروع می‌شد: «گروه نظارت بر خوردگی به زودی از هشت نفر به شش نفر کاهش خواهد یافت.» در ابتدا، شرکت بی‌پی انجام اقدامات صرفه‌جویی در هزینه‌ها برای نگهداری خط لوله را انکار کرد. رابرت مالون، رئیس شرکت بی‌پی آمریکا، به گزارشی که به سفارش بی‌پی تهیه شده بود، استناد کرد که در آن نتیجه‌گیری شده بود «افزایش بودجه به تنهایی نمی‌توانست از نشت نفت جلوگیری کند». او بعداً اعتراف کرد که «در واکنش به کاهش مداوم تولید در خلیج پرودو، تلاش هماهنگی برای مدیریت هزینه‌ها وجود داشته است». یکی از دلایل خرابی خط لوله، سطح ناکافی بازدارنده خوردگی بود، مایعی که در برابر خوردگی خط لوله توسط مایع خورنده، که همان آب است، مقاومت می‌کند. جان دینگل از یک ایمیل داخلی بی‌پی خواند که می‌گفت محدودیت‌های بودجه‌ای باعث می‌شود برنامه تزریق مستقیم مهارکننده خوردگی به سیستم خط لوله متوقف شود. فرایند تزریق مستقیم بازدارنده خوردگی به خط لوله، اگرچه پرهزینه است، اما بسیار مؤثرتر از تزریق در یک کارخانه فرآوری است.
در تحقیقات بعدی، کارولین مریت، مدیر اجرایی هیئت تحقیقات ایمنی و خطرات شیمیایی ایالات متحده، به کمیته گفت که «تقریباً همه» علل ریشه‌ای مشکلات در خلیج پرودو «پژواک‌های قوی» از عللی دارند که منجر به انفجار سال ۲۰۰۵ در هوستون شدند. این موارد شامل کاهش هزینه‌ها و عدم سرمایه‌گذاری در کارخانه بود. همچنین به کمیته گفته شد که نشت نفت در زمانی رخ داده است که شرکت بی‌پی سود هنگفتی به دست می‌آورد.
سیستم تشخیص نشتی، حجم سیال ورودی به هر بخش از خط لوله و حجم سیال خروجی از هر بخش را اندازه‌گیری می‌کند. اگر اندازه‌گیری‌های حجم با هم مطابقت نداشته باشند، سیستم آلارم می‌دهد. زنگ هشدار نشتی در طول هفته قبل از کشف نشتی، چهار بار به صدا درآمد، اما شرکت بی‌پی این زنگ‌های هشدار نشتی را به عنوان هشدارهای کاذب تفسیر کرد.

## گزارش نهایی نشت نفت و فرماندهی واحد
این نشت برای اولین بار در ساعت ۵:۴۵ کشف شد. صبح، ۲ مارس ۲۰۰۶، توسط یک اپراتور بی‌پی که در جاده‌ای در امتداد خط لوله رانندگی می‌کرد و متوجه بو شد. سه روز طول کشید تا کارگران منبع نفت را کشف کنند.طبق گزارش نهایی فرماندهی متحد (متشکل از چندین گروه از جمله بریتیش پترولیوم، اداره حفاظت از محیط زیست آلاسکا و آژانس حفاظت از محیط زیست ایالات متحده)، «منبع، سوراخی به قطر یک چهارم اینچ در موقعیت ساعت ۶ در یک خط لوله انتقال نفت خام با قطر ۳۴ اینچ روی زمین بود. این سوراخ در لوله‌ای که در یک کانال زیرزمینی (گذرگاه کاریبو) قرار داشت، کشف شد.» خط انتقال بین مرکز جمع‌آوری ۲ و مرکز جمع‌آوری ۱ امتداد داشت. بر اساس گزارش نیویورک تایمز از کنفرانس مطبوعاتی شرکت بی‌پی در مورد نشت نفت در اواسط مارس ۲۰۰۶، این نشت نفت تا پنج روز کشف نشده باقی ماند.
تحقیقات بعدی نشان داد که یک لایه رسوب شش اینچی در کف قسمت لوله وجود دارد. محققان گفتند که این لجن به رشد باکتری‌های اسیدی و خوردگی کمک کرده است که در نهایت از طریق لوله نفوذ کرده‌اند. مدیران اجرایی بی‌پی گفتند که از خوردگی ایجاد شده در خطوط لوله اصلی بزرگ شگفت‌زده شده‌اند، زیرا این خطوط لوله آب زیادی مخلوط با نفت را حمل نمی‌کنند. اما آنها می‌دانستند که رسوبات جمع می‌شوند و اگر خطوط لوله به صورت دوره‌ای تمیز نشوند، فناوری نشت‌یابی کار نخواهد کرد. مقامات فدرال و ایالتی به این نتیجه رسیدند که شرکت بی‌پی پول لازم برای نگهداری لوله‌های پرودو را خرج نکرده است. گزارش‌ها در مورد حجم نشت نفت در زمان وقوع آن بسیار متفاوت بود. در ۲۵ مارس ۲۰۰۸، فرماندهی متحد برای مقابله با نشت نفت اعلام کرد که حجم نفت خام نشت شده ۲۱۲٬۲۵۲ گالون آمریکایی (۵٬۰۵۳٫۶ بشکه) بوده است. که آن را بیش از سه برابر بزرگتر از هر نشتی که تاکنون در دامنه شمالی گزارش شده است، می‌کند.
کار پاکسازی در ۲ مه ۲۰۰۶ به پایان رسید و محل دوباره پر شد و با یک لایه ۱۰ تا ۱۵ سانتی‌متری از تکه‌های زنده و یخ‌زدهٔ توندرای گرفته شده از یک محل اهداکننده پوشانده شد و به محل نشت پیوند زده شد مقامات محیط زیست دولتی گفتند که بازگشت پوشش گیاهی توندرای به حالت عادی می‌تواند تا یک دهه طول بکشد.
شرکت بی‌پی کل خط انتقال ۳۴ اینچی را از رده خارج کرد و آن را با یک خط ۲۰ اینچی جایگزین کرد که شامل سایت‌های پرتاب و بازیابی پیگ بود.

## تأثیر فوری
نشت نفت آلاسکا تأثیر عمده‌ای بر شرکت بی‌پی گذاشت، زیرا علاوه بر ضرر مالی، به وجهه آن نیز لطمه زد. این حادثه درست پس از انفجار پالایشگاه شهر تگزاس در مارس ۲۰۰۵ رخ داد. کارولین مریت، رئیس هیئت ایمنی شیمیایی ایالات متحده، در جلسه استماع کنگره گفت که شباهت‌های چشمگیری بین حوادث شهر تگزاس و خلیج پرودو وجود دارد، از جمله «تأخیر طولانی در اجرا، اسناد اداری تعطیلی حتی اگر اقدامات اصلاحی واقعاً انجام نشده باشد، یا عدم رعایت ساده» و همچنین «ارتباط ناقص درس‌های آموخته شده، عدم تمرکز بیش از حد وظایف ایمنی و گردش مالی بالای مدیریت». در ۱۵ مارس ۲۰۰۶، وزارت حمل و نقل ایالات متحده به شرکت بی‌پی دستور داد تا سه خط لوله کم‌فشار خود را در خلیج پرودو از نظر خوردگی با استفاده از یک پیگ هوشمند آزمایش کند. خط غربی از سال ۱۹۹۸ تحت پیگ‌رانی هوشمند قرار نگرفته بود و بخش شرقی لوله از سال ۱۹۹۲ آزمایش نشده بود. در عوض، بی‌پی به بررسی‌های نقطه‌ای و غیردقیق خط با استفاده از روش‌هایی مانند آزمایش اولتراسوند متکی بود. در ۷ آگوست، شرکت بی‌پی اعلام کرد که داده‌های حاصل از یک عملیات پیگ‌رانی هوشمند که در اواخر جولای تکمیل شد، خوردگی شدید و ۱۶ مورد غیرعادی را در ۱۲ نقطه از خط انتقال نفت در ضلع شرقی میدان نفتی نشان می‌دهد. این شرکت اعلام کرد که این اطلاعات به همراه یک نشت کوچک دیگر باعث شد تا میدان نفتی خلیج پرودو تعطیل شود که این امر تولید نفت آلاسکا نورث اسلوپ را حدود ۴۰۰۰۰۰ بشکه در روز کاهش می‌دهد. بعداً، شرکت بی‌پی تصمیم گرفت که بخش غربی میدان را تعطیل نکند، به این معنی که خلیج پرودو همچنان حدود ۲۰۰۰۰۰ بشکه در روز تولید خواهد کرد، که نیمی از مجموع تولید معمول آن است. درآمد نفت ۹۰ درصد از درآمد مالیاتی آلاسکا را تشکیل می‌دهد.
در نتیجه اخبار تعطیلی، قیمت نفت خام در بورس کالای نیویورک با ۲٫۲۲ دلار آمریکا در هر بشکه افزایش به ۷۶٫۹۸ دلار آمریکا در هر بشکه رسید. پس از نشت خط لوله پرودو بی در مارس ۲۰۰۶، به دلیل پیشرفت کند در متوقف کردن نشت نفت، شرکت بی‌پی مجبور شد تأسیسات نفتی پرودو بی خود را که حدود ۲٫۶ درصد از تقاضای بنزین ایالات متحده را تولید می‌کرد، تعطیل کند. این سناریو یکی از عوامل مؤثر در افزایش قیمت نفت به ۷۷ دلار در هر بشکه در اوت ۲۰۰۶ بود.
تأثیر این نشت چنان شدید بود که سهام شرکت بی‌پی تقریباً ۲ درصد سقوط کرد. بی‌پی تخمین زده بود که هزینه آن ۱۰۰ دلار آمریکا خواهد بود. میلیون برای جایگزینی ۱۶ مایل (۲۶ کیلومتر) از خط لوله خورده شده. این شرکت مجبور بود با سوالات سختی از سوی عموم و سهامداران در مورد دلیل قیمت ۲۰۰ دلاری مواجه شود. میلیون دلار در سال که صرف تعمیر و نگهداری می‌شد، برای حفظ تولید ۴۰۰٬۰۰۰-بشکه-در-روز (۶۴٬۰۰۰-متر-مکعب-در-روز) کافی نبود. بزرگ‌ترین میدان نفتی کشور، به آرامی در حال فعالیت است.

## پیامدها
در آگوست ۲۰۰۶، شرکت بی‌پی یک طرح عملیاتی ارائه داد که در نامه‌ای به توماس بارت، مدیر ایمنی خطوط لوله در اداره ایمنی خطوط لوله و مواد خطرناک وزارت حمل و نقل، تشریح شده بود. استیو مارشال از شرکت بی‌پی اقدامات لازم برای پیگ‌زنی یا حذف باقیمانده نفت از خط لوله و روش‌های مختلف تخلیه و جداسازی قطعات را به تفصیل شرح داد.
در فوریه ۲۰۰۷، مقامات بی‌پی اعلام کردند که هنوز در حال بررسی علت اصلی نشت نفت هستند. در آن زمان یافته‌های تحقیقات شامل وجود آب در سیستم، تجمع رسوب در خطوط لوله و باکتری‌ها بود. سرعت پایین در خطوط لوله نیز یک مشکل بود زیرا خطوط لوله برای سرعت‌های جریان بسیار بیشتری طراحی شده بودند، همان‌طور که در زمان افتتاح چاه‌ها وجود داشت. بی‌پی همچنین بودجه برنامه‌ریزی‌شده برای تعمیر و نگهداری منطقه خلیج بزرگ پرودو را ۱۹۵ دلار اعلام کرد. میلیون دلار برای سال ۲۰۰۷، تقریباً چهار برابر آنچه در سال ۲۰۰۴ هزینه شده بود. این شرکت اعلام کرد که قصد دارد ۱۶ مایل/۲۶ کیلومتر را جایگزین کند. کیلومترها خطوط حمل و نقل با سیستم جدیدی که برای از بین بردن برخی از مشکلاتی که به خوردگی کمک می‌کردند، مانند عبور گوزن‌های کاریبو که باعث ایجاد فرورفتگی در خط می‌شوند، طراحی شده است. همچنین برنامه‌هایی برای تغییر محیط لوله‌ها با افزودن مداوم مهارکننده‌های خوردگی به‌طور مستقیم به خطوط انتقال و رفع تجمع آب یا رسوب با پیگ‌رانی‌های تعمیر و نگهداری هفتگی؛ یک سیستم جدید تشخیص نشت؛ و پرتاب‌کننده‌ها و گیرنده‌های جدید پیگ در تمام بخش‌های خطوط انتقال اعلام کرد که به بی‌پی این قابلیت را می‌دهد که به‌طور منظم تعمیر و نگهداری و پیگ‌رانی‌های هوشمند را در تمام بخش‌های خطوط انتقال انجام دهد. قرار بود دو بخش از سیستم حمل و نقل عمومی در سال ۲۰۰۷ و دو بخش دیگر در زمستان ۲۰۰۸ جایگزین شوند، با این هدف که کل کار ماژول تا پایان سال ۲۰۰۸ تکمیل شود.
در اکتبر ۲۰۰۷، شرکت بی‌پی به پرداخت ۲۰ دلار آمریکا جریمه شد. میلیون دلار برای نشت نفت خلیج پرودو. بی‌پی ۱۲ دلار پرداخت کرد میلیون جریمه کیفری فدرال، ۴ دلار میلیون دلار غرامت کیفری به دولت، و ۴ دلار میلیون دلار برای تحقیقات قطب شمال. شرکت تابعه محلیبی‌پی به مدت سه سال به صورت مشروط آزاد شد.
در سال ۲۰۰۸، شرکت بی‌پی اعلام کرد که جایگزینی ۱۶ مایل/۲۶ کیلومتر را تکمیل کرده است. کیلومتر از خطوط ترانزیت خلیج پرودو و بقیه طبق برنامه کار می‌کنند.

## نشت بعدی در سال ۲۰۰۹
در ۹ نوامبر ۲۰۰۹، نشتی از یک خط لوله مشترک سه فاز ۱۸ اینچی حامل مخلوطی از نفت خام، آب تولیدی و گاز طبیعی در میدان لیسبورن شرکت بی‌پی، بخشی از منطقه خلیج پرودو بزرگ، رخ داد. تخمین اولیه شرکت بی‌پی برای کل حجم مواد نفتی منتشر شده ۴۵۸۲۸ گالن (۱۰۹۱ بشکه) بود؛ ۱۳۵۰۰ گالن (۳۲۱ بشکه) نفت خام وجود داشت. این نشت به دلیل یخ زدگی لوله رخ داد. اگرچه حسگرها هشدارهایی در مورد دمای پایین ارائه می‌دادند، اما کارمندان بی‌پی شهادت دادند که اپراتورها از هشدارهای سرما به عنوان معیاری برای جریان استفاده نمی‌کردند، بلکه از آنها به عنوان معیاری برای اندازه‌گیری مخلوط نفت، گاز و آب استفاده می‌کردند. در نوامبر ۲۰۱۰، افسر آزادی مشروط فدرال شرکت بی‌پی، دادخواستی را برای لغو آزادی مشروط بی‌پی ناشی از اعتراف به جرم در نشت نفت سال ۲۰۰۶، که می‌توانست منجر به مجازات‌های بیشتر برای نشت نفت سال ۲۰۰۶ شود، ارائه کرد، به این دلیل که نشت نفت لیسبورن در سال ۲۰۰۹ نشان داد که بی‌پی هنوز سهل‌انگار بوده است. شرکت بی‌پی به لغو این حکم اعتراض کرد و طبق برنامه، این تعلیق در دسامبر ۲۰۱۱ لغو شد.

## دادخواست مدنی ۲۰۱۱
در حل و فصل یک دعوی حقوقی، در ژوئیه ۲۰۱۱، بازرسان اداره ایمنی خطوط لوله و مواد خطرناک وزارت حمل و نقل ایالات متحده تشخیص دادند که نشت‌های سال ۲۰۰۶ نتیجه عدم بازرسی و نگهداری صحیح خط لوله برای جلوگیری از خوردگی بوده است. یک دستور اقدام اصلاحی صادر کرد که خطرات خط لوله را مورد توجه قرار داده و دستور تعمیر یا تعویض خط لوله را داده بود. آژانس حفاظت از محیط زیست ایالات متحده میزان نشت نفت را بررسی کرده و بر پاکسازی نظارت داشته است. وقتی شرکت بی‌پی به‌طور کامل از شرایط پیروی نکرد، در مارس ۲۰۰۹ شکایتی مبنی بر نقض قانون آب پاک، قانون هوای پاک و قانون ایمنی خط لوله ثبت شد. در ژوئیه ۲۰۱۱، دادگاه منطقه‌ای ایالات متحده برای ناحیه آلاسکا، حکمی مبنی بر توافق بین ایالات متحده و بی‌پی صادر کرد که به موجب آن ادعاهای دولت حل و فصل می‌شد. طبق حکم رضایت، مبلغ ۲۵ دلار پرداخت کرد میلیون جریمه مدنی، که بزرگ‌ترین جریمه به ازای هر بشکه در آن زمان برای نشت نفت بود، را پذیرفت و موافقت کرد که اقداماتی را برای بهبود قابل توجه بازرسی و نگهداری زیرساخت خط لوله خود در شمال شیب انجام دهد تا خطر نشت نفت بیشتر را کاهش دهد.

## حل و فصل دعوی آلاسکا
در نوامبر ۲۰۱۲، اعلام شد که ایالت آلاسکای آمریکا ۲۵۵ دلار جمع‌آوری خواهد کرد. میلیون دلار مربوط به نشت خط لوله شرکت بی‌پی و تعطیلی ناشی از آن در سال ۲۰۰۶. سهم بی‌پی ۶۶ دلار بود. میلیون دلار، زیرا قرار بود غرامت را پرداخت کند و سپس توسط شرکا، از جمله اکسون موبیل و کونوکوفیلیپس، بر اساس سهم متناسب مالکیت آنها، بازپرداخت شود. این پرداخت که قطعی و غیرقابل تجدیدنظرخواهی بود، شامل ۲۴۵ دلار می‌شد. میلیون دلار جایزه برای حق امتیاز و بهره از دست رفته ایالتی و ۱۰ دلار میلیون دلار که شامل جریمه‌های زیست‌محیطی به ازای هر گالن برای نشت‌ها، جریمه‌های خسارات منابع طبیعی و سایر هزینه‌های مدنی برای تسویه ارزیابی‌های مدنی برای نشت‌ها می‌شد. شرکت بی‌پی استدلال کرد که هیچ پولی بابت از دست دادن تولید به دولت بدهکار نیست، اما هیئت داوری به این نتیجه رسید که مشکلات خط لوله و عوارض مرتبط با مخزن منجر به از دست رفتن یا تعویق تولید بیش از ۳۰ میلیون بشکه شده است. میلیون بشکه نفت و مایعات گاز طبیعی تا پایان عمر میدان نفتی.